# Eremobelba comteae
Eremobelba comteae är en kvalsterart som beskrevs av Sandór Mahunka 1988. Eremobelba comteae ingår i släktet Eremobelba och familjen Eremobelbidae. Inga underarter finns listade i Catalogue of Life.